# Marina Köhncke
Marina Köhncke, geborene Loheit, (* 8. März 1968 in Hamburg-Wandsbek) ist eine deutsche Vielseitigkeitsreiterin.

## Werdegang
Köhncke wurde als Tochter von Lebensmittelgroßhändlern geboren, sie wuchs in Radbruch auf. Im Alter von neun Jahren erhielt sie ihr erstes Pony von ihren Eltern. Im Alter von elf Jahren bestritt sie mit diesem Pony ihr erstes Turnier, drei Jahre später nahm sie erstmals an einer Vielseitigkeit teil.
Im Jahr 1985, bereits auf Großpferden, nahm sie erstmals an einem Championat, den Europameisterschaften der Junioren, teil. In diesem Jahr war sie bereits Landesmeisterin Hannover/Bremen geworden. 1989 wurde sie mit der deutschen Mannschaft Europameisterin der Jungen Reiter.
Nach der Altersklasse der Jungen Reiter setzte sie ihre Karriere weiterhin erfolgreich fort: Mit Sundance Kid errang sie bei den Weltreiterspielen 1990 in Stockholm als Teil der deutschen Mannschaft die Bronzemedaille. Zudem war sie beste deutsche Teilnehmerin in der Einzelwertung. Ebenfalls mit Sundance Kid wurde sie 1993 als zweite Frau nach Simone Richter deutsche Meisterin der Vielseitigkeitsreiter. Ein Jahr zuvor war sie noch Dritte bei der deutschen Meisterschaft geworden. Im Jahr 1993 war sie zudem mit Arapaima Teil der deutschen Mannschaft bei den Europameisterschaften in Achselschwang.
Ab 1996 war Marina Loheit auf der Anlage des DOKR in Warendorf ansässig. Bei den Weltreiterspielen 1998 beendete sie mit Longchamps die Prüfung nicht; da auch ihre Teamkollegin Bettina Overesch die Prüfung nicht beendete, blieb die deutsche Mannschaft ohne Wertung.
Bereits einige Monate zuvor zog sie mit ihrem Mann, dessen Nachnamen Köhncke sie mit der Heirat annahm, nach Badendorf. Bei den deutschen Meisterschaften 1998 wurde sie Zweite. Es folgte die Teilnahme an der Europameisterschaft 1999. Mit der Mannschaft wurde sie bei den Olympischen Sommerspielen 2000 Vierte. 
Nach einer Auszeit nach der Geburt ihres Sohnes setzte sie ab 2002 ihre Karriere fort. In den Folgejahren war sie auf internationalen Turnieren bis zur Klasse CIC**/CCI** aktiv. Nachdem sie ab 2008 mit ihrem Pferd Calma Schelly wieder vermehrt auf internationalem Dreisterne-Niveau gestartet war, folgte Ende 2010 bei den Burghley Horse Trials ihr erster CCI Viersterne-Start nach über zehn Jahren. Sie selbst äußerte sich hierzu: 

„Geplant war es eigentlich nicht, dass ich wieder auf diesem Niveau reite, aber wenn man so ein tolles Pferd hat, dann muss man einfach immer eine Stufe weitergehen.“

 2011 folgte eine weitere CCI Viersterne-Teilnahme bei den Badminton Horse Trials. Calma Schelly startete letztmals beim CHIO Aachen 2011 in einer internationalen Prüfung. Anfang 2012 musste die Stute aufgrund eines Sehnenschadens operiert werden, zu einem Comeback kam es nicht.
In den folgenden Jahren ging sie mit Clooney und Let’s Dance wieder bei 3*-Vielseitigkeiten an den Start. Im Jahr 2018 zog sich Marina Köhncke aus dem internationalen Sport zurück. Während Clooney in Folge von ihrer Tochter geritten wurde, stellte Marina Köhncke Let’s Dance zunächst ihrer Auszubildenden Kari Ingrid Gunzenhäuser und ab 2019 Sandra Auffarth zur Verfügung.
Marina Köhncke ist Pferdewirtschaftsmeisterin, als ihre Ausbilder gibt sie Martin Plewa und Horst Karsten an. Sie lebt weiterhin mit ihrer Familie in Badendorf. Hans-Jürgen Köhncke (unter anderem der Züchter von Toni Haßmanns Derby-Erfolgspferd Collin), bis 2013 Bürgermeister von Badendorf, ist ihr Schwiegervater.

## Turnierpferde
- ehemalige:
  - Let’s Dance (* 2007), brauner Holsteiner Wallach, Vater: Lancer II, Muttervater: Contender, Züchter: Hanno Köhncke[15], ab 2019 von Sandra Auffarth geritten
  - Calma Schelly (* 1999), dunkelbraune Holsteiner Stute, Vater: Chambertin, Muttervater: Leonid[16], zuletzt 2011 im internationalen Sport eingesetzt
  - Sir Toby (* 1989), Wallach, Vater: Its without doubt[17]
  - TSF Böttcher's Longchamps (* 1987), brauner Trakehner-Wallach, Vater: Sir Shostakovich xx, Muttervater: Patron, ab 1995 von Marina Köhncke geritten[18]
  - Sundance Kid FRH (* 1981), brauner Hannoveraner-Wallach, Vater: Smaragd, Muttervater: Eisenherz I[19][20]
  - Arapaima (* 1980), Stute[21]

## Erfolge
- Olympische Sommerspiele:
  - 2000, Sydney: mit Sir Toby 4. Rang mit der Mannschaft, mit Longchamps keine Wertung in der Einzelwertung, da Prüfung nicht beendet (die Einzel- und Mannschaftswettbewerbe wurden getrennt ausgetragen)[22]
- Weltreiterspiele:
  - 1990, Stockholm: mit Sundance Kid 3. Rang mit der Mannschaft und 7. Rang im Einzel
  - 1998, Rom: mit Longchamps ohne Wertung in Einzel- und Mannschaftswertung
- Europameisterschaften:
  - 1985 (Junioren): mit El Extranjero 13. Rang im Einzel
  - 1989 (Junge Reiter): mit Sundance Kid 1. Rang mit der Mannschaft
  - 1993, Achselschwang: mit Arapaima 4. Rang mit der Mannschaft und 10. Rang im Einzel
- Deutsche Meisterschaften:
  - Einzel:
    - 1992: mit Sundance Kid 3. Rang
    - 1993: mit Sundance Kid 1. Rang
    - 1994: mit Arapaima 4. Rang
    - 1995: mit Sundance Kid 5. Rang
    - 1998: mit Sir Toby 2. Rang
    - 2000: mit Longchamps 2. Rang

  - Mannschaftsmeisterschaft:
    - 2009: mit Calma Schelly 1. Rang für Schleswig-Holstein
- Landesmeisterschaft Schleswig-Holstein/Hamburg:
  - 2012, Bad Segeberg: mit Clooney 3. Rang
  - 2013, Bad Segeberg: mit Let's Dance 1. Rang
  - 2014, Bad Segeberg: mit Let's Dance 1. Rang